# سیارک ۶۶۴۶
سیارک ۶۶۴۶ (به انگلیسی: 6646 Churanta، نامگذاری:1991CA3) شش هزار و ششصد و چهل و ششمین سیارک کشف شده‌است که در ۱۴ فوریه ۱۹۹۱ کشف شد.
قدر مطلق سیارک برابر ۱۳٫۸۰ است.